# Jeffree Star
Jeffree Star (tên khai sinh: Jeffrey Lynn Steininger Jr, sinh ngày 15/11/1985) là nam người mẫu, nghệ sĩ trang điểm, ca sĩ và doanh nhân người Mỹ. Anh là giám đốc của thương hiệu mỹ phẩm cùng tên Jeffree Star Cosmetics.
Star bắt đầu nổi tiếng từ năm 2006, lúc đó anh là người có lượt theo dõi nhiều nhất trên trang Myspace. Năm 2009, Star phát hành album đầu tay và duy nhất, Beauty Killer, trong đó có bài hát Lollipop Luxury hợp tác với Nicki Minaj. Năm 2010, anh kí hợp đồng với hãng đĩa của Akon và lên kế hoạch sản xuất album thứ hai mang tên Concealer. Tuy nhiên, album này đã không được ra mắt. Năm 2013, Star dần chuyển từ ngành âm nhạc sang thẩm mỹ.
Năm 2014, Star mở công ty mỹ phẩm Jeffree Star Cosmetics. Anh cũng đồng thời lập một kênh YouTube để quảng bá thương hiệu của mình. Tính đến tháng 3 năm 2020, kênh YouTube của anh có trên 17,5 triệu người đăng ký.

## Thời thơ ấu
Star sinh ra ở quận Cam, California, Mỹ. Cha anh, ông Glen Steininger, tự tử lúc anh mới 6 tuổi. Mẹ anh, bà Laurie Steininger, làm nghề người mẫu, đơn thân nuôi con sau khi chồng qua đời.